# Mikako Kotani
Mikako Kotani –en japonés, 小谷 実可子– (Tokio, 30 de agosto de 1966) es una deportista japonesa que compitió en natación sincronizada.
Participó en dos Juegos Olímpicos de Verano en los años 1988 y 1992, obteniendo dos medallas de bronce en Seúl 1988. Ganó cuatro medallas en el Campeonato Mundial de Natación, en los años 1986 y 1991.

## Palmarés internacional
| Juegos Olímpicos   | Juegos Olímpicos     | Juegos Olímpicos  | Juegos Olímpicos |
| Año                | Lugar                | Medalla           | Prueba           |
| ------------------ | -------------------- | ----------------- | ---------------- |
| 1988               | Seúl (Corea del Sur) | Medalla de bronce | Solo             |
| 1988               | Seúl (Corea del Sur) | Medalla de bronce | Dúo              |
| Campeonato Mundial |                      |                   |                  |
| Año                | Lugar                | Medalla           | Prueba           |
| 1986               | Madrid (España)      | Medalla de bronce | Dúo              |
| 1986               | Madrid (España)      | Medalla de bronce | Equipo           |
| 1991               | Perth (Australia)    | Medalla de plata  | Dúo              |
| 1991               | Perth (Australia)    | Medalla de bronce | Solo             |